# Money Monster
Money Monster es una película de suspenso sobre una estrella de televisión que da consejos financieros y que es secuestrado por un inversor arruinado en directo mientras se emite el programa. Está dirigida por Jodie Foster y cuenta en su reparto con George Clooney, Julia Roberts, Jack O'Connell, Dominic West, Caitriona Balfe y Giancarlo Esposito.
La película fue estrenada el 12 de mayo de 2016.

## Sinopsis
Lee Gates (George Clooney) es una estrella de televisión que da consejos financieros y es secuestrado en directo mientras se emite el programa por Kyle Budwell (Jack O'Connell), un inversor arruinado al seguir uno de sus consejos. Su productora Patty Fenn (Julia Roberts) y el resto del equipo tendrán que investigar un escándalo económico para resolver la situación.

## Reparto
- George Clooney como Lee Gates.
- Julia Roberts como Patty Fenn.
- Jack O'Connell como Kyle Budwell.
- Dominic West como Walt Camby.
- Caitriona Balfe como Diane Lester.
- Giancarlo Esposito como Capitán Powell.
- Christopher Denham como Ron Sprecher.
- Lenny Venito como Lenny Levatino (el camarógrafo).
- Chris Bauer como Teniente Nelson.
- Dennis Boutsikaris como Avery Goodloe CFO.
- Emily Meade como Molly.
- Condola Rashad como Bree (la asistente).
- Aaron Yoo como Won Joon.
- Greta Lee como Amy.
- Joseph D. Reitman como Matty.
- Carsey Walker Jr. como Tech Sam.
- Grant Rosenmeyer como Tech Dave.

## Recepción
En Rotten Tomatoes la película tuvo una aprobación del 58%, basada en 231 críticas con una puntuación media de 5,3/10. En Metacritic la película tuvo una puntuación de 55 sobre 100, basada en 44 críticas.